# Voleibolni Klub Lokomotiv Novosibirsk
O Voleibolni Klub Lokomotiv Novosibirsk, ou simplesmente Lokomotiv Novosibirsk, é um time de voleibol masculino russo localizado na cidade de Novosibirsk, na Sibéria. Atualmente disputa a Superliga Russa.

## História
Time de voleibol masculino "Sever", nome antigo do clube, foi formado na base da empresa Sever (empresa de aparelhos de alta tecnologia) em 1977. Em 1982, sob a orientação do técnico Boris Perlov, começou a atuar na primeira liga do campeonato da URSS e, em 1986, conquistou o direito de jogar na liga principal.
Após o colapso da URSS, Sever, sob a liderança de Vladimir Barabanov, continuou a jogar na primeira divisão do Campeonato Russo. Tendo conquistado o 9º lugar no final da temporada 1994–95, o time siberiano não conseguiu entrar na Superliga formada no ano seguinte e ficou 9 anos sem representar na elite do voleibol russo. Em 1997, a equipe foi renomeada Lokomotiv, em 2000 Vladimir Barabanov foi substituído por Yuri Korotkevich como treinador principal.
Em 2003, o Lokomotiv venceu com confiança o torneio de equipes da Liga Principal "B", na temporada seguinte obteve acesso à  Liga Principal "A" e conquistou o direito de jogar na Superliga. No entanto, a equipe de Yuri Korotkevich não conseguiu se firmar nela e conquistou apenas o 12º lugar no campeonato russo da temporada 2004–05. Na temporada seguinte consegue novamente o acesso a primeira divisão.
Em 2010 o clube conquistou pela primeira a Copa da Rússia, o primeiro título nacional da equipe, ao vencer o Dínamo Moscou por 3 sets a 1. No ano seguinte conquistou o bicampeonato após derrotar o Kuzbass Kemerovo por 3 sets a 0.
Em 2013, disputando a segunda Liga dos Campeões de sua história, o clube conquistou o título da edição 201213 vencendo na final única o Bre Banca Lannutti Cuneo, da Itália. Após garantir vaga no Mundial de 2013, o clube russo foi vice-campeão mundial após perder a final para o Sada Cruzeiro, a equipe anfitriã do torneio.

## Títulos e resultados

### Campeonatos internacionais
Mundial de Clubes
- Vice-campeão: 2013

 Liga dos Campeões
- Campeão: 2012–13

### Campeonatos nacionais
Campeonato Russo
- Campeão: 2019–20
- Vice-campeão: 2013–14, 2021–22
- Terceiro lugar: 2016–17, 2020–21, 2022–23

 Copa da Rússia
- Campeão: 2010, 2011
- Vice-campeão: 2009, 2014, 2016

 Supercopa Russa
- Vice-campeão: 2011, 2012, 2020

## Elenco atual
Atletas selecionados para disputar a temporada 2021–22: 
 Técnico:  Plamen Konstantinov
| Camisa | Nome               | Posição    | Nacionalidade |
| ------ | ------------------ | ---------- | ------------- |
| 1      | Roman Martynyuk    | líbero     | russo         |
| 2      | John Gordon Perrin | ponteiro   | canadiano     |
| 3      | Igor Tisevich      | levantador | russo         |
| 4      | Semen Krivitchenko | líbero     | russo         |
| 5      | Mikhail Nikkel     | ponteiro   | russo         |
| 7      | Konstantin Abaev   | levantador | russo         |
| 8      | Sergey Savin       | ponteiro   | russo         |
| 9      | Dražen Luburić     | oposto     | sérvio        |
| 10     | Denis Chereiskii   | central    | russo         |
| 13     | Alexander Tkachev  | central    | russo         |
| 15     | Pavel Kruglov      | oposto     | russo         |
| 16     | Dmitry Lysik       | central    | russo         |
| 18     | Alexey Rodichev    | ponteiro   | russo         |
| 20     | Ilyas Kurkaev      | central    | russo         |